# Tapirus simpsoni
Tapirus simpsoni is een uitgestorven tapir die tijdens het Mioceen in Noord-Amerika leefde.

## Fossiele vondsten
Fossielen van Tapirus simpsoni zijn gevonden in de Amerikaanse staat Nebraska en dateren uit de North American Land Mammal Age Vroeg-Hemphillian, vallend binnen het laatste deel van het Mioceen.